# Zamek Lombardzki
Zamek Lombardzki(wł. Castello di Lombardia) – zamek w Ennie na Sycylii uważany za największy i najstarszy sycylijski zamek z okresu średniowiecza (o powierzchni 26000 m²), jeden z największych zamków we Włoszech.
Pierwszą twierdzę w tym miejscu, zwanym Henna, ponad dwa tysiące lat temu zbudowali Sykanowie na szczycie góry o wysokości około 970 m n.p.m., jako obronę przed Sykulami. Zamek pozwolił powstającemu w jego pobliżu miastu odgrywać wiodącą rolę w różnych okresach historycznych. Arabowie w X wieku
umocnili zamek, który zyskał miano "niezdobytego" (Urbs Inexpugnabilis). Za panowania Rogera II (1130 r.) przeprowadzono rozbudowę zamku, który zaczęto nazywać "lombardzkim" ze względu na obecność w pobliżu kolonistów z Lombardii. Dalszą rozbudowę zamku nakazał Fryderyk II Sycylijski. Wzniesiono wówczas na murach 20 baszt (obecnie pozostało tylko sześć). Cały kompleks zamkowy ze względu na ogrom powierzchni mógł stanowić wygodne schronienie dla miejscowej ludności i załogi. Zamek stał się letnią rezydencją Fryderyka III, który zwołał w tym miejscu parlament sycylijski w 1324 r. Na zamku odbyły się uroczystości koronacyjne 4-letniego Karola II (1666 r.). Burbonowie rzadko odwiedzali zamek, który stopniowo popadał w ruinę.